# Margrabstwo Istrii
Margrabstwo Istrii (niem. Markgrafschaft Istrien, wł. Marchesato d’Istria) – średniowieczna marchia (od IX wieku), księstwo Świętego Cesarstwa Rzymskiego, a następnie prownicja i kraj koronny Cesarstwa Austriackiego (Przedlitawia), obejmujący tereny półwyspu Istria. W latach 1815–1849 wchodził w skład austriackiego Królestwa Ilyrii. Łącznie wraz z Gorycją i Gradyską, Wolnym miastem Triest był zaliczany w jeden kraj koronny zwany Pobrzeżem Austriackim. Siedzibą Namiestnika był Triest.

## Historia
Marchia Istrii po raz pierwszy jest wzmiankowana po śmierci księcia Eryka z Friuli w 799 jako jedna z marchii karolińskich. Był to jednak krótkotrwały byt. Istria ponownie zostaje marchią, gdy oddzielono ją od księstwa Karyntii w 1040. Z czasem południowe tereny marchii przechodzą pod panowanie weneckie. Sama marchia dostała się pod kontrolę Patriarchatu Akwilei. Habsburgowie zawładnęli w XIV w. jedynie niewielkim obszarem półwyspu wokół miasta Pazin, które było częścią Księstwa Krainy. Władcy Habsburg jednak zaczęli używać tytułu „margrabiego Istrii”. Reszta półwyspu należała już wówczas do Wenecji aż do pokoju z Campo Formio z 1797, kiedy to została przyznana Austrii. W 1805 na mocy pokoju w Preszburgu stała się częścią Prowincji Iliryjskich. Istria została ostatecznie przydzielona Austrii na mocy decyzji kongresu wiedeńskiego w 1815. Została wówczas włączona do austriackiego Królestwa Ilirii. Od 1849, po likwidacji królestwa, Istria stała się częścią Pobrzeża austriackiego. W 1860 powstał kraj koronny – Margrabstwo Istrii. Istniał on do końca monarchii austro-węgierskiej w 1918.